# La Vernarède
La Vernarède ist eine französische Gemeinde mit 357 Einwohnern (Stand 1. Januar 2022) im Département Gard in der Region Okzitanien.

## Geografie
La Vernarède liegt in den Cevennen westlich des Luech.

## Bevölkerungsentwicklung
| Jahr                       | 1962 | 1968 | 1975 | 1982 | 1990 | 1999 | 2008 | 2017 |
| Einwohner                  | 1189 | 943  | 662  | 534  | 440  | 309  | 360  | 336  |
| Quellen: Cassini und INSEE |      |      |      |      |      |      |      |      |